# Escalda Occidental
El Escalda Occidental (en neerlandés: Westerschelde) es un brazo de mar o estuario del mar del Norte situado en la provincia neerlandesa de Zelanda, al sur del Escalda Oriental, y una importante ruta de transporte fluvio-marino hasta el puerto de Amberes (Bélgica). Actualmente, es la salida del río Escalda aunque en época del Imperio romano la principal desembocadura era el Escalda Oriental, pero en 1530 la inundación de San Félix anegó grandes zonas del Flandes zelandés y cambio toda la zona del delta.
El estuario está limitado, al norte, por las antiguas islas, hoy unidas, de Walcheren y Zuid-Beveland —municipios de Veere, Flesinga (Vlissingen), Borsele, Kapelle y Reimerswaal— y al sur por el Flandes zelandés —municipios de Esclusa (Sluis), Terneuzen y Hulst.
En 4 de septiembre de 1995 el «Escalda Occidental y el país inundado de Saeftinghe» fue declarado sitio RAMSAR, protegiendo un área de 43 647 ha. Más adelante fue designado parte de la Red Natura 2000.

## Descripción

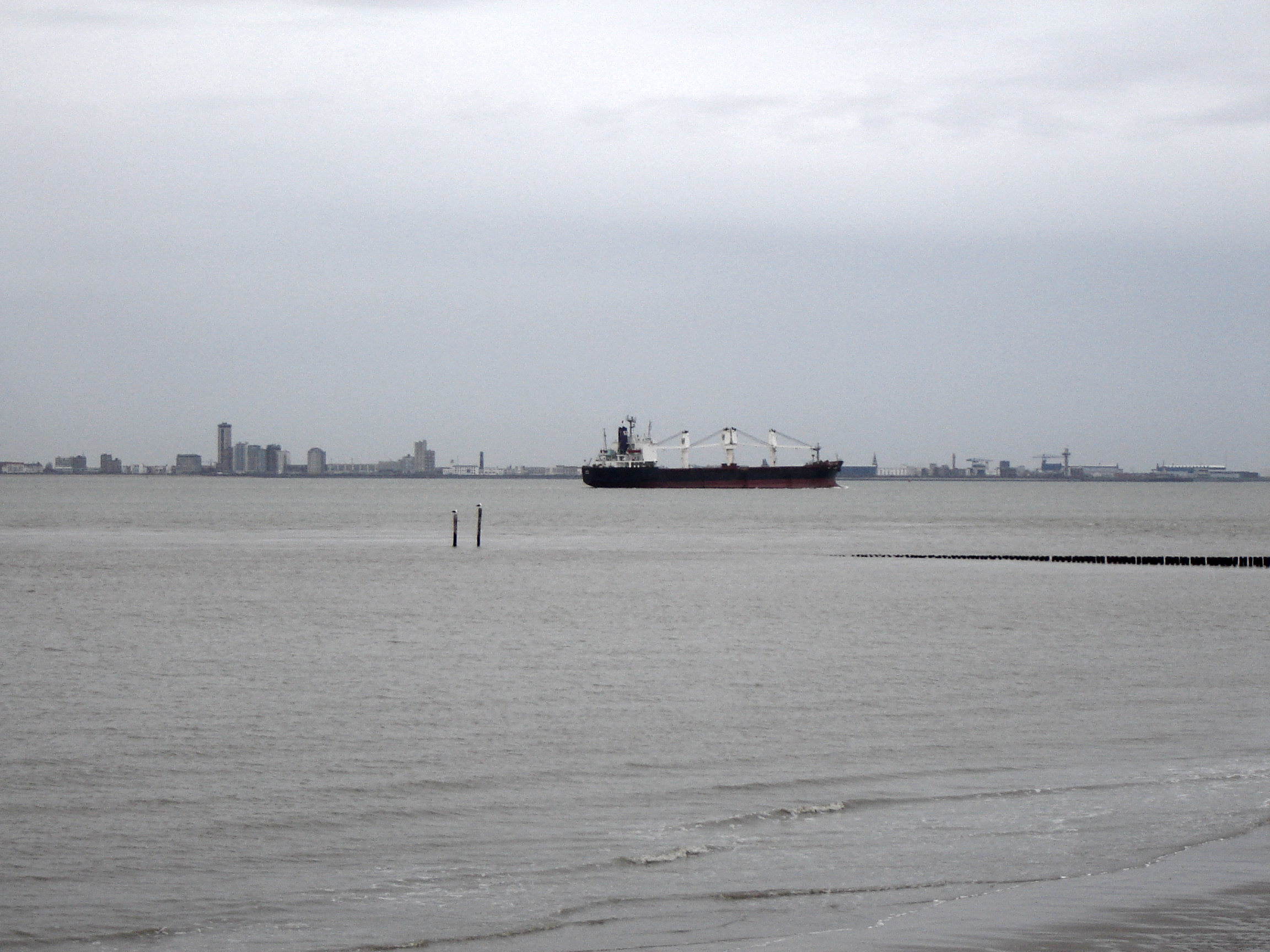
El estuario del Escalda, o Westerschelde

A diferencia de otros estuarios cercanos —Escalda Oriental, Grevelingen o Haringvliet—, no ha sido represado con motivo de las obras del Plan Delta: de hecho es el punto de acceso marítimo del puerto de Amberes. La vía de agua está relativamente contaminada y la vida marina ha desaparecido de algunas partes. Sin embargo, debido a la construcción progresiva de instalaciones de depuración de agua, el aporte de materias biológicas ha disminuido. La depuración del Escalda es ahora un objetivo a largo plazo.
El Escalda Occidental fue durante mucho tiempo un obstáculo natural a los desplazamientos entre Flandes zelandés y el resto de los Países Bajos, que pudo superarse desde marzo de 2003 por el túnel del Escalda Occidental. Antes era necesario hacer un desvío por carretera a través de Amberes y Bélgica, o tomar el ferry entre Terneuzen (orilla sur) y Flushing (orilla norte), en el que sus altas tasas fueoan objeto de polémica con regularidad.
El Escalda occidental también presenta dificultades para la navegación marítima, dado su curso sinuoso, sus corrientes de marea y los bancos de arena que se desplazan regularmente.

## Historia

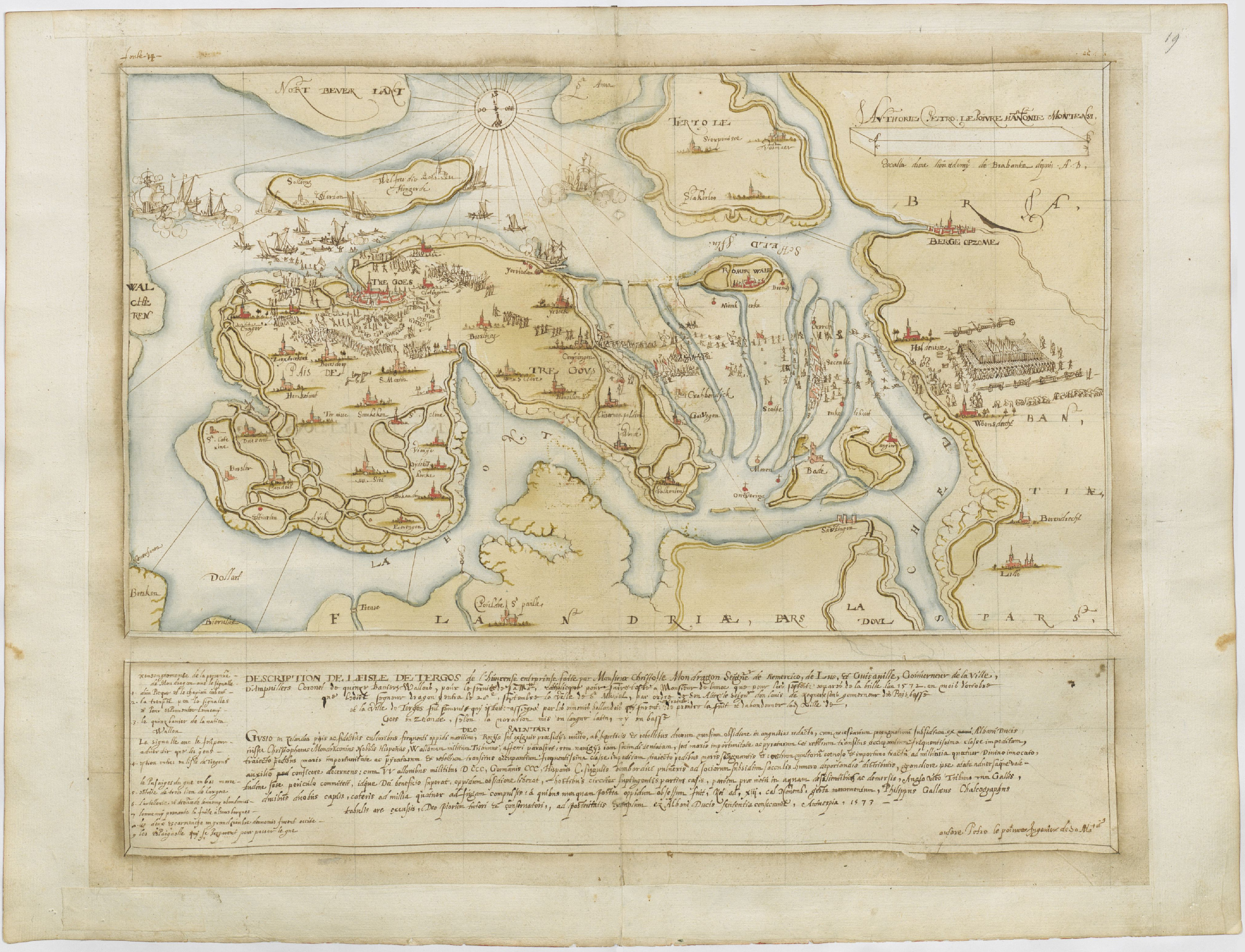
Representación del Socorro de Goes, de Petro Le Poivre, en la que se ve el estuario en un mapa del siglo XVII

El río Escalda llegó a tener varios estuarios, pero los otros están ahora desconectados del Escalda, dejando el Occidental como su único desagüe directo al mar. El Escalda  occidental es una vía fluvial relativamente reciente, ya que la desembocadura histórica del río Escalda era el Escalda oriental. A principios de la Edad Media era sólo una pequeña entrante de mar. También al nivel de Perkpolder, un pequeño río llamado Honte fluía hacia el este para desembocar en el río Escalda. Fue esencialmente en el siglo XII, pero puede haber sido ya en la siglo IX, cuando el Escalda abordó gradualmente estos valles en detrimento del Escalda oriental. El brazo de mar  continúa expandiéndose a merced de las inundaciones y las tormentas.